# یاس‌یاکوهالما
یاس‌یاکوهالما (به مجاری:  Jászjákóhalma) یک منطقهٔ مسکونی در مجارستان است که در ناحیه یاسبرنی واقع شده‌است. یاس‌یاکوهالما ۴۵٫۰۴ کیلومتر مربع مساحت و ۳٬۱۲۵ نفر جمعیت دارد.